# Landkreis Yilan
Der Landkreis Yilan, auch Landkreis Ilan (chinesisch 宜蘭縣 / 宜兰县, Pinyin Yílán Xiàn, Tongyong Pinyin Yílán Siàn, W.-G. I2-lan2 Hsien4, Pe̍h-ōe-jī Gî-lân-kōan), ist einer von 11 Landkreisen der Republik China (Taiwan). Er befindet sich im Nordosten der Insel Taiwan. Seine Hauptstadt ist Yilan.

## Geographie

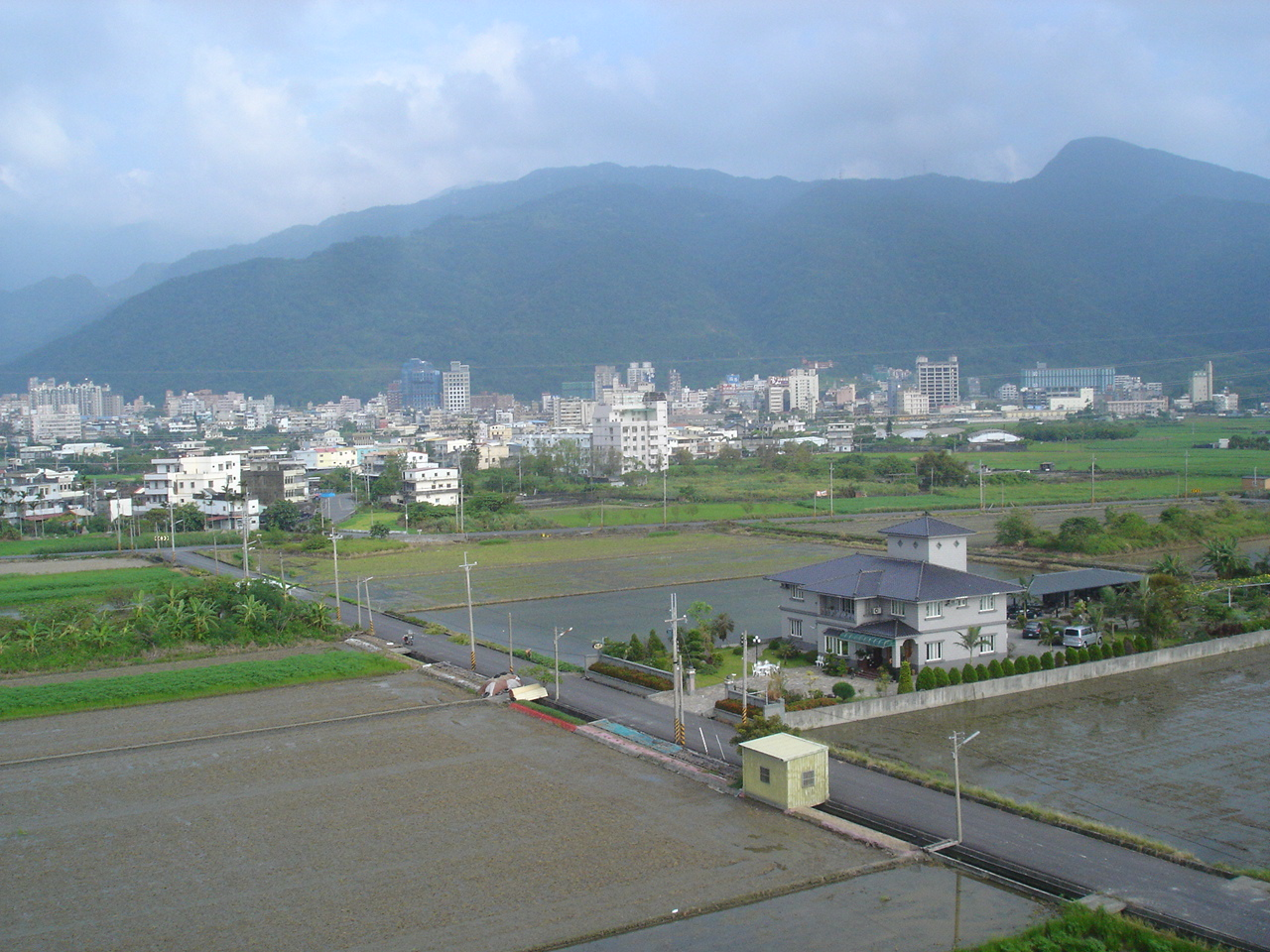
Reisfelder in der Lanyang-Ebene bei Jiaoxi

Geografisch hat der Landkreis eine ungefähr dreieckige Form. Nach Süden hin wird er durch die Ausläufer des Chungyang-Gebirges (Taiwanischen Zentralgebirges) begrenzt und die westliche Grenze bildet die Bergkette des Xueshan-Gebirges. Beide Gebirge reichen in ihren Ausläufern bis ans Meer. Östlich schließt der Kreis mit der Pazifikküste ab. Der höchste Punkt ist mit 3.535 Metern der Nanhubeishan (南湖北山) an der Grenze zur Stadt Taichung.
Der Großteil der etwa 450.000 Einwohner (September 2024) lebt in der „Yilan“- oder „Lanyang-Ebene“ (nach dem dort ins Meer mündenden Fluss Lanyang), die durch die genannten Gebirge und das Meer begrenzt wird und sich entlang der Pazifikküste im Nordosten des Landkreises erstreckt. Etwa 10 km vor der Küste liegt die Vulkaninsel Guishan Dao („Schildkrötenberginsel“), die heute unbewohnt und als Naturschutzgebiet ausgewiesen ist.

## Bevölkerung
Mit etwa 450.000 Einwohnern beherbergte der Landkreis Yilan im September 2024 knapp 2 Prozent der Gesamtbevölkerung der Republik China auf Taiwan und gehörte damit zu den kleineren Verwaltungseinheiten. Die Bevölkerungsdichte lag mit etwa 210 Einwohnern pro km² ebenfalls deutlich unter dem Landesdurchschnitt. Die im Landkreis Yilan gesprochenen Sprachen waren nach dem Zensus von 2010 die folgenden (Mehrfachnennungen möglich): Taiwanisch 94,9 %, Mandarin 78,2 %, Hakka 0,8 %, Formosa-Sprachen 1,8 %, Andere 1,0 %.

## Städte und Gemeinden
Die Kreisstadt Yilan ist die einzige Stadt (市,  Shì) des Landkreises. Daneben gibt es drei Stadtgemeinden (鎮,  Zhèn) und acht Landgemeinden (鄉,  Xiāng).
Die Einwohnerzahlen waren im April 2018 die folgenden:
| Gemeinde                                | chin.  | Hanyu Pinyin | Taiwanisch (POJ) | Fläche (km²) | Einwohner | Ew./km² |
| --------------------------------------- | ------ | ------------ | ---------------- | ------------ | --------- | ------- |
| 1 Stadt                                 |        |              |                  |              |           |         |
| Yilan                                   | 宜蘭市 | Yílán        | Gî-lân           | 29,408       | 95.919    | 3.260   |
| 3 Stadtgemeinden                        |        |              |                  |              |           |         |
| Luodong                                 | 羅東鎮 | Luódōng      | Lô-tong          | 11,3448      | 72.509    | 6.391   |
| Su’ao                                   | 蘇澳鎮 | Sū’ào        | So·-Ò            | 89,0196      | 39.981    | 449     |
| Toucheng                                | 頭城鎮 | Tóuchéng     | Thâu-siâⁿ        | 100,893      | 29.246    | 290     |
| 6 Landgemeinden                         |        |              |                  |              |           |         |
| Jiaoxi                                  | 礁溪鄉 | Jiāoxī       | Ta-khe           | 101,4278     | 35.653    | 352     |
| Zhuangwei                               | 壯圍鄉 | Zhuàngwéi    | Chòng-ûi         | 38,4769      | 24.245    | 630     |
| Yuanshan                                | 員山鄉 | Yuánshān     | Îⁿ-soaⁿ          | 111,9106     | 32.371    | 289     |
| Dongshan                                | 冬山鄉 | Dōngshān     | Tang-soaⁿ        | 79,8573      | 52.990    | 665     |
| Wujie                                   | 五結鄉 | Wǔjiē        | Gō·-kiat         | 38,8671      | 39.575    | 1.019   |
| Sanxing                                 | 三星鄉 | Sānxīng      | Saⁿ-chheⁿ/chhiⁿ  | 144,2238     | 21.405    | 148     |
| 2 Landgemeinden der indigenen Einwohner |        |              |                  |              |           |         |
| Datong                                  | 大同鄉 | Dàtóng       | Tāi-tông         | 657,5442     | 6.184     | 9       |
| Nan’ao                                  | 南澳鄉 | Nán’ào       | Lâm-ò            | 740,652      | 5.988     | 8       |

## Verkehr
Die von Bergen und dem Meer umschlossene Lanyang-Ebene um Yilan ist nur durch wenige Straßen mit dem übrigen Taiwan verbunden. Seit der Eröffnung des 13 km langen Hsuehshan-Tunnels 2006 verbindet die Autobahn 5 den Landkreis mit der knapp 50 km nordwestlich gelegenen Hauptstadt Taipeh. Die einzigen Straßenverbindungen nach Süden sind die entlang einer Steilküste am Pazifik nach Hualien verlaufende Provinzstraße (Highway) 9 und die Provinzstraße 7, die eine durch das Gebirge führende Verbindung zur südwestlich gelegenen Stadt Taichung herstellt.
Die entlang der Ostküste verlaufende Strecke der taiwanischen Eisenbahn verläuft ebenfalls durch den Landkreis Yilan.
Wichtigste Hafenstadt des Kreises Yilan ist Su’ao am südlichen Ende der Lanyang-Ebene.
Am 2. Oktober 2019 stürzte die Straßenbrücke über die Einfahrt des Fischereihafens Nanfang'ao ein.

## Klima
Das Klima Yilans ist feucht und stark durch den Nordwestmonsun beeinflusst. Durchschnittlich regnet es an mehr als 200 Tagen im Jahr und der Jahresniederschlag liegt bei durchschnittlich 2.700 mm. Der Niederschlag ist während der Taifunsaison von September bis Dezember verstärkt.
Die Flüsse, die in der Regel von Westen nach Osten fließen, transportieren erhebliche Mengen an Sediment zur Küste. Der im Winter von Nordwesten wehende Monsun hat im Laufe der Jahrtausende dazu geführt, dass sich entlang der Küste ein etwa 23 Kilometer langer, 10 Meter hoher und 200 bis 700 Meter breiter Sand- und Sedimentwall aufgetürmt hat. Dieser bietet einen Schutz gegen starke Monsun- und Taifunwinde, hat aber in der Vergangenheit dazu geführt, dass Flüsse nicht mehr geradlinig ins Meer mündeten, sondern entlang des Sandwalls mäanderten, bis sie eine Mündungsstelle fanden. In der Vergangenheit kam es mehrfach zu Überschwemmungskatastophen.
|                       | Jan  | Feb  | Mär  | Apr  | Mai  | Jun  | Jul  | Aug  | Sep  | Okt  | Nov  | Dez  |   |      |
| Mittl. Tagesmax. (°C) | 18,8 | 19,0 | 20,9 | 24,2 | 27,2 | 29,5 | 31,4 | 31,1 | 29,7 | 26,1 | 23,2 | 20,3 | ⌀ | 25,1 |
| Mittl. Tagesmin. (°C) | 13,2 | 13,4 | 15,2 | 18,0 | 21,1 | 23,3 | 24,5 | 24,4 | 23,3 | 20,4 | 17,7 | 14,8 | ⌀ | 19,1 |
|                       |      |      |      |      |      |      |      |      |      |      |      |      |   |      |
| Niederschlag (mm)     | 145  | 124  | 175  | 131  | 239  | 214  | 174  | 234  | 334  | 418  | 281  | 215  | Σ | 2684 |

| 13,2 |

| 13,4 |

| 15,2 |

| 18,0 |

| 21,1 |

| 23,3 |

| 24,5 |

| 24,4 |

| 23,3 |

| 20,4 |

| 17,7 |

| 14,8 |

| 13,2 |

| 13,4 |

| 15,2 |

| 18,0 |

| 21,1 |

| 23,3 |

| 24,5 |

| 24,4 |

| 23,3 |

| 20,4 |

| 17,7 |

| 14,8 |

## Symbole des Landkreises
Am 3. November 1984 wählte die Landkreisregierug den Taiwanischen Regenbaum (Koelreuteria elegans) zum offiziellen Baum des Landkreises. Der Baum ist ein Endemit in Taiwan und findet sich in Wäldern bis 1000 m Höhe über dem Meeresspiegel. Im September und Oktober blüht er mit gelben Blüten und wird gelegentlich in Parks angepflanzt. Am selben Tag wurde die Orchideenart Cymbidium Faberi zur Blume des Landkreises gewählt. Im Landkreis werden im Zierpflanzenbau viele Orchideenarten gezogen.

## Tourismus

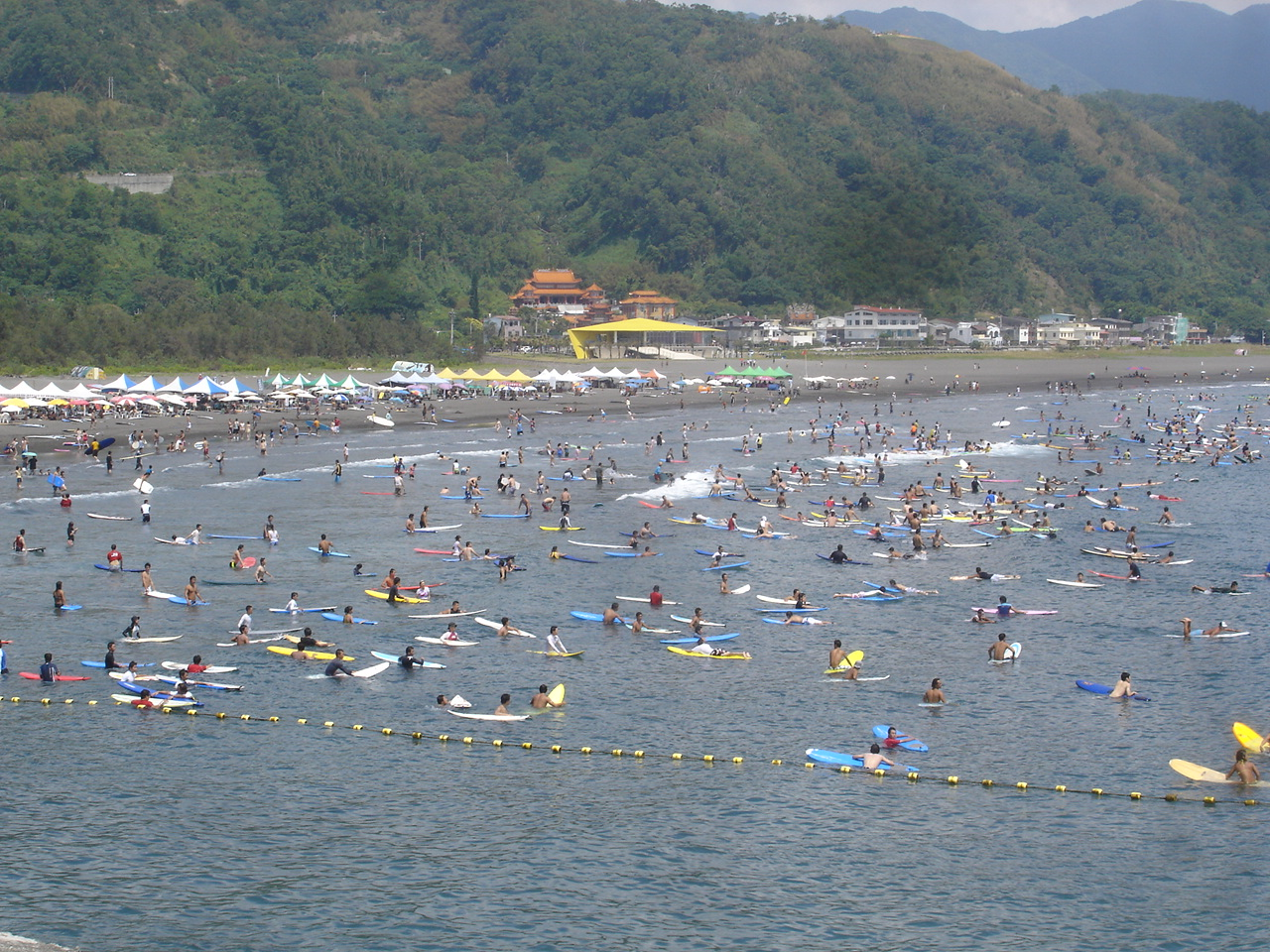
Badestrand am Pazifik bei Toucheng

Der Landkreis Yilan ist ein beliebtes Ausflugsziel, vor allem für Bewohner des nahe gelegenen Großraums Taipeh. Wichtigstes touristisches Zentrum ist der für seine heißen Quellen bekannte Ort Jiaoxi im Norden. Weitere heiße Quellen gibt es in den westlichen Gebirgsregionen des Landkreises, bekannt ist auch die kalte Mineralquelle von Su’ao.
Rund um die Insel Guishan Dao werden Fahrten zur Wal- und Delfinbeobachtung angeboten. An der Pazifikküste gibt es mehrere Badestrände.
In den Bergen gibt es eine Reihe von Wanderwegen, vor allem in den touristisch erschlossenen Waldgebieten Taipingshan, Qilan und Mingchi in der Gemeinde Datong im Westen des Landkreises.